# Безушко Володимир
Безушко Володимир (*22 серпня 1894, Корчин — †24 червня 1980, Філадельфія) — український літературознавець, перекладач, педагог. Дійсний член НТШ і УВАН.

## Біографія
Народ. 22 серпня 1894 р. у с. Корчин, Стрийського повіту (Галичина). Навчався в Українському вільному університеті, здобув ступені доктора філософії (1925) і педагогіки (1953). Воював у складі австрійської армії в роки Першої світової війни, потім у складі корпусу Українських січових стрільців.
У 1922—1925 рр. учителював на Закарпатті, до 1929 р. — у Галичині. У роки 2-ї світової війни емігрував до Німеччини, у 1947 р. — до США. Навчався у Пенсильванському університеті (1967—1970), працював викладачем німецької мови в університеті Ксавієра. Помер 24 червня 1980 р. у Філадельфії.

## Творчість
Почав друкуватися у газетах і журналах «Діло», «Рідна школа», «Учитель».
Автор праць «Шекспір і Шевченко» (1948), «Нова польська шкільна реформа», перекладів творів В. Шекспіра.
Твори:
- Безушко В., Рудницький Я. Видання УВАН у першому десятилітті 1945—1955. — Вінніпег: Накладом УВАН, 1955. — 22 с.